# Selevkija
Selevkija (grško Σελεύκεια, latinsko Selevcia), znana tudi kot Selevkija na Tigrisu, je bila v helenističnem in rimskem odbobju veliko mesto v Mezopotamiji na desni obali Tigrisa nasproti manjšega Ktezifona v sedanjem iraškem Babilskem governoratu.  

## Zgodovina

### Selevkidsko cesarstvo
Selevkija je bila ustanovljena okoli leta 305 pr. n. št., ko se je prejšnje mesto razširilo  in postalo prva prestolnica prvega selevkidskega vladarja Selevka I. Nikatorja. Selevk je bil eden od generalov Aleksandra Velikega, ki so si po Aleksandovi smrti razdelili njegovo ogromno cesarstvo. Četudi je Selevk svojo prestolnico kmalu preselil v Antiohijo v severno Sirijo, je Selevkija postala pomembno selevkidsko središče trgovine in helenistične kulture in sedež lokalne selevkidske vlade. Naseljena je bila z Grki, Sirci in Judi. Stala je na sotočju Tigrisa in velikega kanala, ki je Tigris povezoval z Evfratom, tako da se je v njej  stekal ves promet po obeh velikih vodnih poteh. V 3. in 2. stoletju pr. n. št. je bila približno enako velika kot Aleksandrija v Egiptu in večja od Antiohije v Siriji. 
Polibij mestne svetnike  imenuje peliganes (senatorji), kar kaže na makedonsko kolonijo, Pavzanij pa  omenja, da so v mestu živeli tudi Babilonci. Arheološke najdbe potrjujejo prisotnost velikega števila prebivalcev z negrško kulturo. 
Leta 141 pr. n. št. so mesto osvojili Parti Mitridata I. in Selevkija je postala zahodna prestolnica Partskega cesarstva. Tacit opisuje mestno obzidje in omenja, da je bilo mesto tudi pod partsko oblastjo povsem grško. Stari zapisi trdijo, da je mesto imelo 600.000 prebivalcev in da mu je vladal senat s 300 senatorji. Iz tega je razvidno, da je bilo nedvomno eno izmed največjih mest v zahodnem svetu, saj so imeli večje število prebivalcev samo Rim, Aleksandrija in morda Antiohija.
Leta 55 p. n. št. je bila pri Selevkiji bitka, ki je odločala o nasledstvu arsakidskega prestola. V bitki sta se spopadla vladajoči kralj Mitridat III., katerega je podpirala rimska vojska sirijskega guvernerja Avla Gabinija, in odstavljeni kralj Orod II.. Mitridat je bil v bitki poražen in Orod je ponovno zasedel partski prestol. 
Leta 41 pr. n. št. je bila Selevkija prizorišče pokola kakšnih 5.000 judovskih beguncev iz Babilonije.
Leta 117 n. št. je Selevkijo do tal požgal rimski cesar Trajan med svojim osvajanjem Mezopotamije. Trajanov naslednik Hadrijan je mesto že naslednje leto vrnil Partom, ki so ga obnovoli v svojem slogu. Leta 165 je mesto ponovno uničil rimski general Avidij Kasij.

### Sasanidsko cesarstvo
Kakšnih šestdeset let kasneje je sasanidski cesar Ardašir I. na naspotnem bregu Tigrisa zgradil novo mesto Veh-Ardašir. Za mesto se je dolgo domnevalo, da je stalo na ozemlju Selevkije,  italijanske arheološke raziskave pa so pokazale, da je bilo ločeno od Sekevkije in Ktezifona. 
V Selevkiji so bile že v 1. stoletju n. št. aktivne krščanske cerkve, od 3. ali 4. stoletja dalje pa je postala pomembno krščansko središče. Po objavi tolerančnega edikta sasanidskega kralja Jazdegerda I. (vladal 399-420) se je  preganjanje kristjanov končalo. Sledilo je sedemdeset let dolgo obdobje zatišja, v katerem so se  preživeli kristjani reorganizirali in utrdili svojo cerkev. 
Leta 410 je v  bila v  Selevkiji-Ktezifonu tako imenovana Mar Izakova cerkvena sinoda pod predsedstvom selevkijsko-ktezifonskega škofa Mar Izaka.  Najpomembnejši sklep sinode, ki je imel daljnosežne posledice za cerkveno življenje, je bila Mar Izakova razglasitev za primusa Vzhodne cerkve in odločitev, da za zasluge dobi naslov katolikos.  Sinoda je tudi izrazila spoštovanje do sklepov Nicejskega cerkvenega zbora in priznala nicejsko veroizpoved. S kanoni, sprejetimi na sinodi, so vso oblast v metropoliji prenesli na selevško-ktezifonskega katolika. Brez njegove odobritve nobena izvolitev za škofa ni bila veljavna. 
Proti koncu vladanja Jazdegerda I. so leta 420 ponovno začeli preganjati kristjane. Leta 421 je bil za katolika izvoljen Dadješu, ki je med pregoni tudi sam trpel in bil aretiran. Ko  so ga izpustili, je odstopil in zapustil Selevkijo, vendar cerkev njegovega odstopa ni sprejela. Sledila je Dadješujeva sinoda v Markabati leta 424, ki je potekala pod njegovim predsedovanjem in se je izkazala za eno od najpomembnejših perzijskih sinod. Potrdila je sklep Izakove sinode leta 410, da je vrhovni škof Vzhoda katolik Selevkije in Ktezifona in da nad njim na Vzhodu ne more biti nobene višje cerkvene avtoritete. Na sinodi so katolika prvič imenovali patriarh in je bil odgovoren samo bogu. Sklep je imel do neke mere pozitiven vpliv tudi ne Sasanidsko cesarstvo, ker perzijski kristjani niso bili pod vplivom rimskih papežev.
Selevkija je nazadnje utonila v pozabo, verjetno zato, ker je Tigris spremenil svoj tok, in počasi jo  je prekril puščavski pesek.

## Arheologija
Selevkijo so v 1920. letih ponovno odkrili arheologi, ki so iskali babilonsko mesto Opis.
Izkopavanja so se začela leta 1927. Vodila sta jih profesorja Leroy Waterman (1927–1932) z Michiganske univerze  in Clark Hopkins (1936–1937) v imenu  Ameriške šole za orientalske raziskave  v Bagdadu.
Od leta 1964 do 1968 in 1985 in 1989 so najdišče raziskovali italijanski arheologi z univeze v Torinu, pod vodstvom  Antonia Invernizzija in Giorgia Gullinija. Odkrili so zgradbo s selevkidskim arhivom s približno 30.000 pečati, vsemi v popolnoma grškem slogu.
V zunanjem mestnem obzidju so odkrili ponovno uporabljeno opeko iz novobabilonskega obdobja z vtisnjeno letnico 821 pr. n. št..
Mestne javne zgradbe so imele elemente tako grške kot mezopotamske arhitekture. Raziskave so odkrile številno negrško prebivalstvo.